# Успенский Кержебельмашский монастырь
Успенский-Кержебельмашский монастырь или Кержебелбашский монастырь, также Керженский на Балбаше мужской монастырь — бывший православный мужской монастырь Нижегородской епархии Русской православной церкви, располагавшийся на месте впадения реки Белбаж в реку Керженец. Действовал в XVIII веке.

## История
Основан архимандритом Питиримом в 1706 году. Название монастыря «Кержебелбашский» или «Кержебельмашский» — географическое и образовано от названия двух рек: Керженца и Белбажа (старое произношение и написание реки — «Белбаш» или «Бельмаш»); монастырь был построен на месте, где река Белбаж впадает в реку Керженец. Название «Успенский» — в честь главного храма монастыря, который был освящён в честь праздника Успения Богородицы.
Берега реки Керженец стали массовым местом поселения старообрядцев, многие из которых бежали сюда от преследования властей; поселившиеся здесь старообрядцы впоследствии получил название — «кержаки». Для борьбы с «раскольниками» (старообрядцами-кержаками) Питирим, который сам был прежде старообрядцем, при помощи и поддержке императора Петра I в начале основал, а затем построил Кержебелбашский монастырь. С 1709 года Питирим — строитель этого монастыря. В 1717 году (или 1718-м) Питирим возведён в сан архимандрита.
Монастырь существовал недолго, он был упразднён в результате секуляризационной реформы 1764 года, проведенной императрицей Екатериной II. Успенская церковь монастыря стала приходской церковью села Успенское. В 1854 году была построена новая церковь, каменная в селе Успенское с тремя престолами: Успения Пресвятой Богородицы, Спаса Преображения, Николая Чудотворца. К 2016 года от церкви осталась одна полуразрушенная колокольня.